# Neuvième Avenue
La Neuvième Avenue est une avenue de New York. 

## Situation et accès
Cette voie de l'arrondissement de  Manhattan, prend le nom de Columbus Avenue au nord de la 60e Rue.

## Origine du nom
La Neuvième Avenue, tire son nom de sa position dans le plan en damier de Manhattan établi en 1811. Elle est la neuvième avenue orientée nord-sud à partir de l'est de l'île.

## Historique
En 2023, la municipalité renouvelle les réseaux enterrés sous la chaussée. Elle profite de ces travaux pour redéfinir le partage de la chaussée par les utilisateurs, en élargissant la partie réservée aux piétons de onze pieds, soit près de quatre mètres, ainsi qu'en créant des aménagements spécifiques de sécurisation des traversées et une piste cyclable continue de bout en bout, protégée du trafic par un espace de stationnement. Ces travaux correspondent à une demande des habitants au moins depuis 2005 et coûtent 231 millions de dollars,. Ils s'inscrivent dans la perspective plus globale de rendre New York cyclable, sous la conduite de Janette Sadik-Khan, installée en 2007 à la tête du New York City Department of Transportation avec cette mission.

## Bâtiments remarquables et lieux de mémoire
- L'université Fordham
- Le quartier de Hell's Kitchen
- Le quartier de Chelsea
- Port Authority Bus Terminal au niveau de la 41e Rue.
- Le Alvin Ailey American Dance Theater au niveau de la 55e Rue.
- Le John Jay College
- Le Roosevelt Hospital
- L'église Saint Paul the Apostle (catholique), inscrite au Registre national des lieux historiques
- Le Lincoln Center for the Performing Arts à l'intersection de Columbus Avenue et de Broadway (au niveau de la 65e Rue)
- L'American Museum of Natural History

### Dans la culture populaire
- L'avenue apparaît dans les jeux vidéo GTA 4 et GTA Chinatown Wars sous le nom de Galveston Avenue.